# Arzler Kalvarienberg

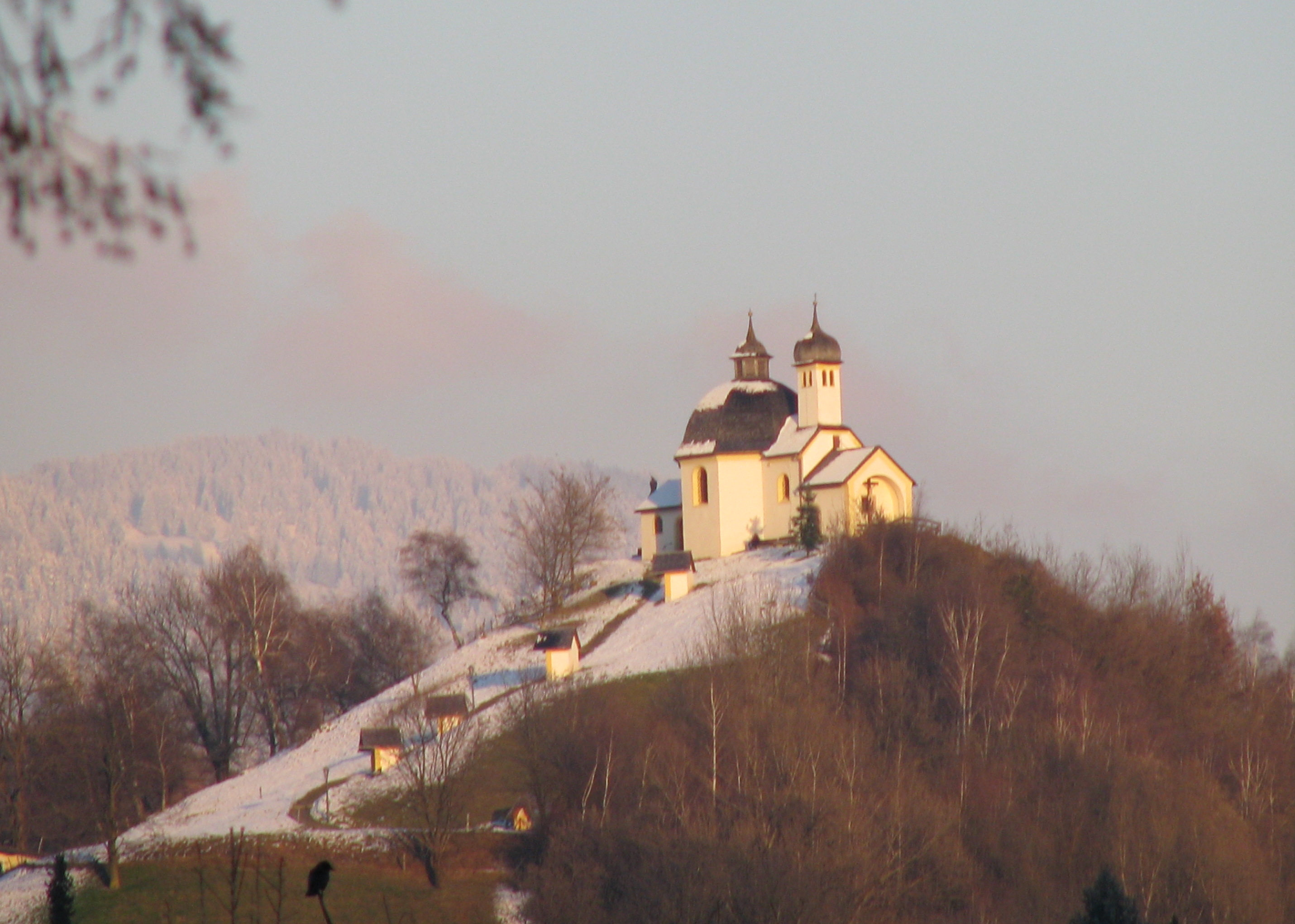
Der Arzler Kalvarienberg von Südwesten

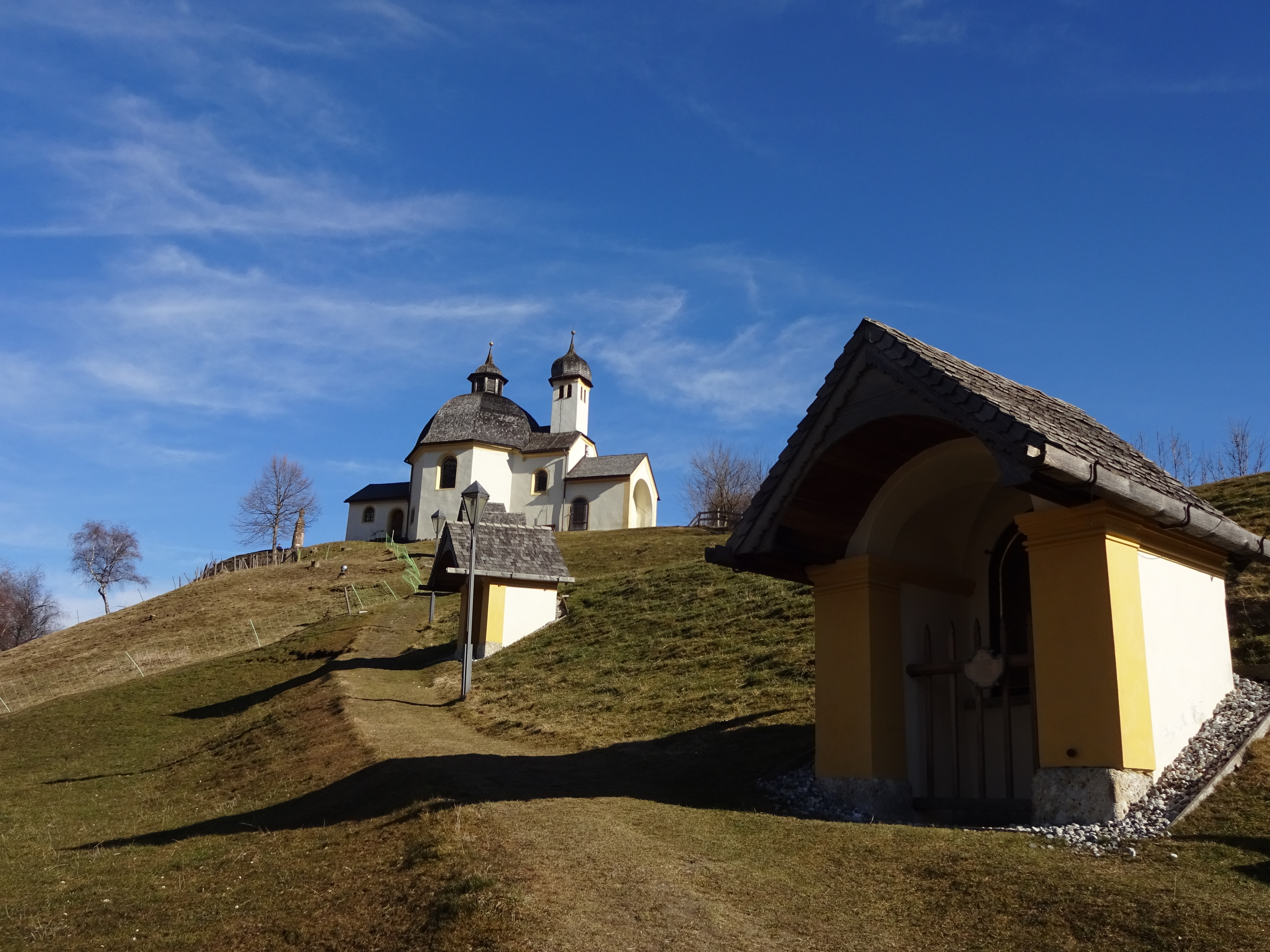
Kreuzwegstationen und Kalvarienbergkirche

Der Arzler Kalvarienberg ist ein als Kalvarienberg gestalteter Hügel beim Dorf Arzl, einem Stadtteil von Innsbruck. Die gesamte Anlage bestehend aus Kalvarienbergkirche, Kreuzwegstationen und Kriegerdenkmal steht unter Denkmalschutz. Der Südhang ist als geschützter Landschaftsteil ausgewiesen.

## Geographie
Die 673 m ü. A. hohe Rückfallkuppe erhebt sich weithin sichtbar rund 100 m über dem Talboden des Inntals und rund 30 m über dem nördlich davon gelegenen Ortskern von Arzl. Der Berg mit dem Kirchlein gilt als Wahrzeichen von Arzl und ist im Stadtteilwappen abgebildet. Der Hügel stellt eine Ablagerung eines vorzeitlichen Sees dar und besteht aus feingeschichtetem Lehm, der seit 1826 für die Ziegelherstellung genutzt wurde.

## Geschichte
Der Hügel war vermutlich seit der Bronzezeit bis ins Frühmittelalter bebaut. 1664 wurde die Kalvarienbergkirche erbaut, 1665 die Kreuzwegstationen errichtet. 1777 wurde die Kirche um die Vorhalle erweitert. Im Zuge des Josephinismus wurde die Kirche 1786 säkularisiert und der Gemeinde übergeben, die ab 1793 wieder Gottesdienste abhalten ließ. Da der Hang unter der Kapelle abzurutschen drohte, wurde er 2003/04 durch Stützmauern aus Beton stabilisiert. In diesem Zusammenhang wurden auch archäologische Ausgrabungen durchgeführt.

## Kalvarienbergkirche

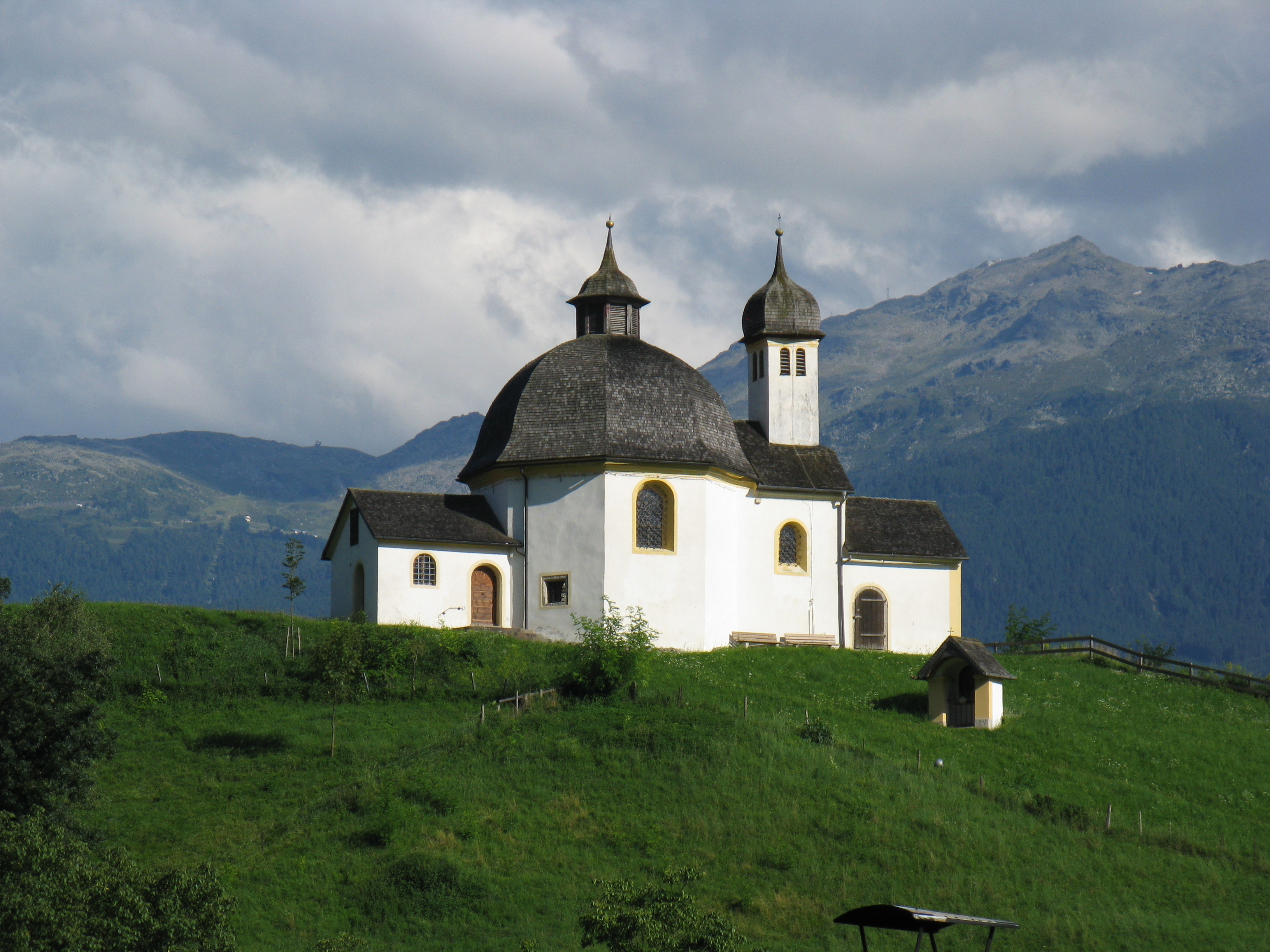
Die Kalvarienbergkirche von Norden

Die 1664 errichtete und der schmerzhaften Muttergottes geweihte barocke Kirche besteht aus vier Bauteilen. An den Hauptraum über achteckigem Grundriss schließen sich im Südwesten Chor und Sakristei über rechteckigem Grundriss, im Nordosten die 1777 angefügte Vorhalle über quadratischem Grundriss an. Der Hauptraum ist überkuppelt und mit einem Glockendach mit Laterne gedeckt. Über dem Chor erhebt sich ein Dachreiter. Die gesamte bewegte Dachlandschaft ist mit Lärchenschindeln gedeckt. An der Außenseite der Sakristei befindet sich eine Nische mit einem Kruzifix.
Der Zugang zur Kirche erfolgt im Nordosten durch ein Rundbogenportal mit Nagelfluhrahmung. Über dem Eingang in den Hauptraum befindet sich eine vorkragende Orgelempore. Die Gewölbe sind mit flachen Konsolen aus Stuck gegliedert. Im Südwesten öffnet sich ein Rundbogen zum einjochigen Chor, der ein Tonnengewölbe mit Stichkappen aufweist. Die Deckenfresken wurden inschriftlich 1777 von Mathias Perathoner geschaffen. Am barocken Hochaltar befindet sich eine Pietà aus der Zeit um 1430. In der Vorhalle befindet sich ein Heiliges Grab von 1829, das von zwei Engeln mit den Symbolen der Geißelung und einer Dornenkrone flankiert wird.
Der Turm und die Kuppel der Kirche haben beide eine Höhe von ca. 16 m.

## Kreuzwegstationen

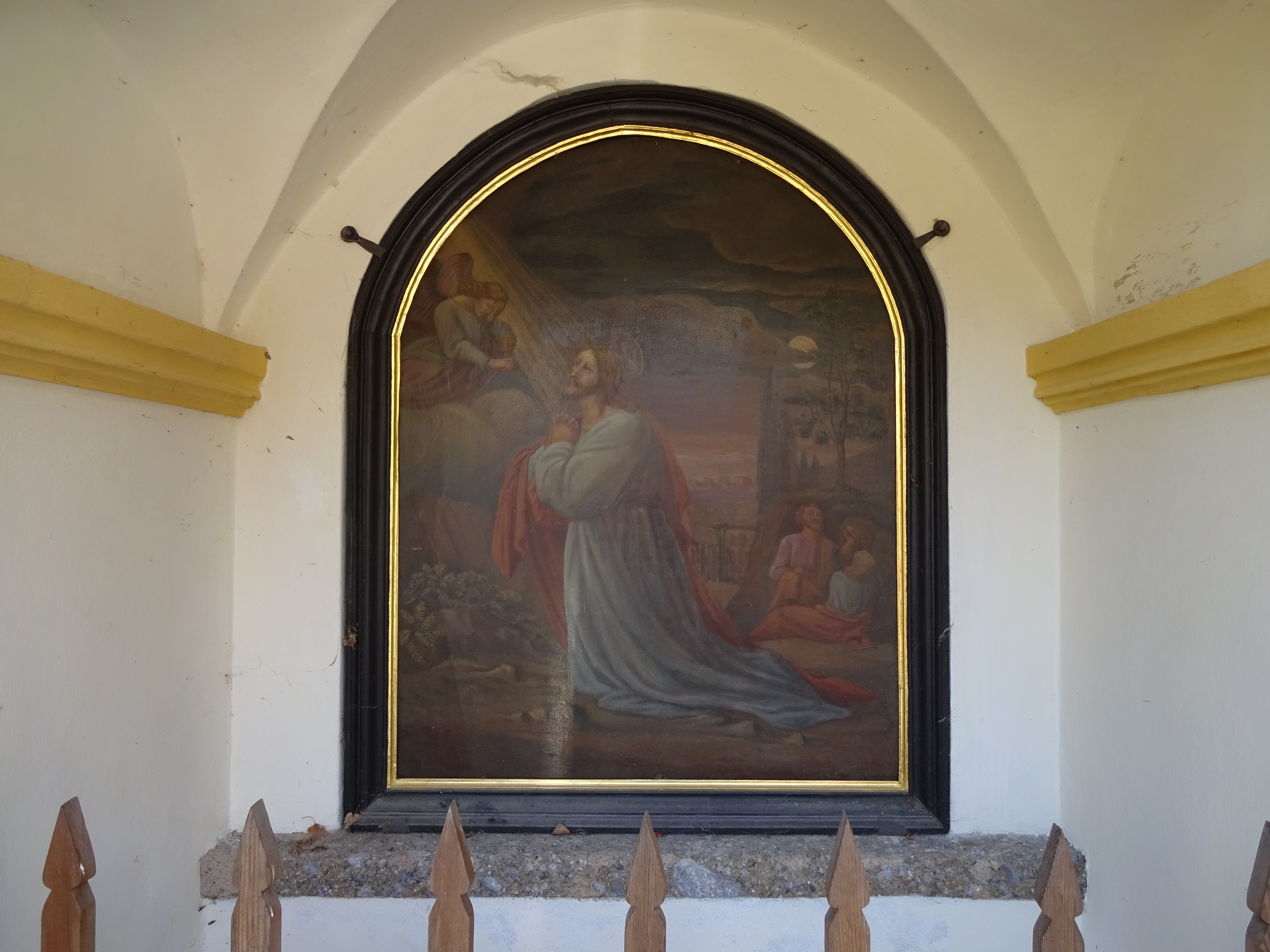
1. Station: Christus am Ölberg

An der Westseite führen sieben Kreuzwegstationen von Arzl zum Kirchlein, die 1665 errichtet wurden. Die Kapellenbildstöcke mit offener kreuzgratgewölbter Rundbogennische und Satteldach weisen an der Vorderseite pfeilerartig ausgebildete Mauern und eine Sockelzone aus Konglomeratgestein auf. In den durch einfache Holzgitter abgeschlossenen Nischen befinden sich Kreuzwegbilder, die 1846 von Franz Kirchstätter anstelle einer früheren Bemalung geschaffen wurden. Sie zeigen der Reihe nach Christus am Ölberg, Christus vor Kaiphas, die Geißelung Christi, die Verspottung Christi, Christus vor Pilatus, die Kreuztragung und die Kreuzigung.

## Kriegerdenkmal

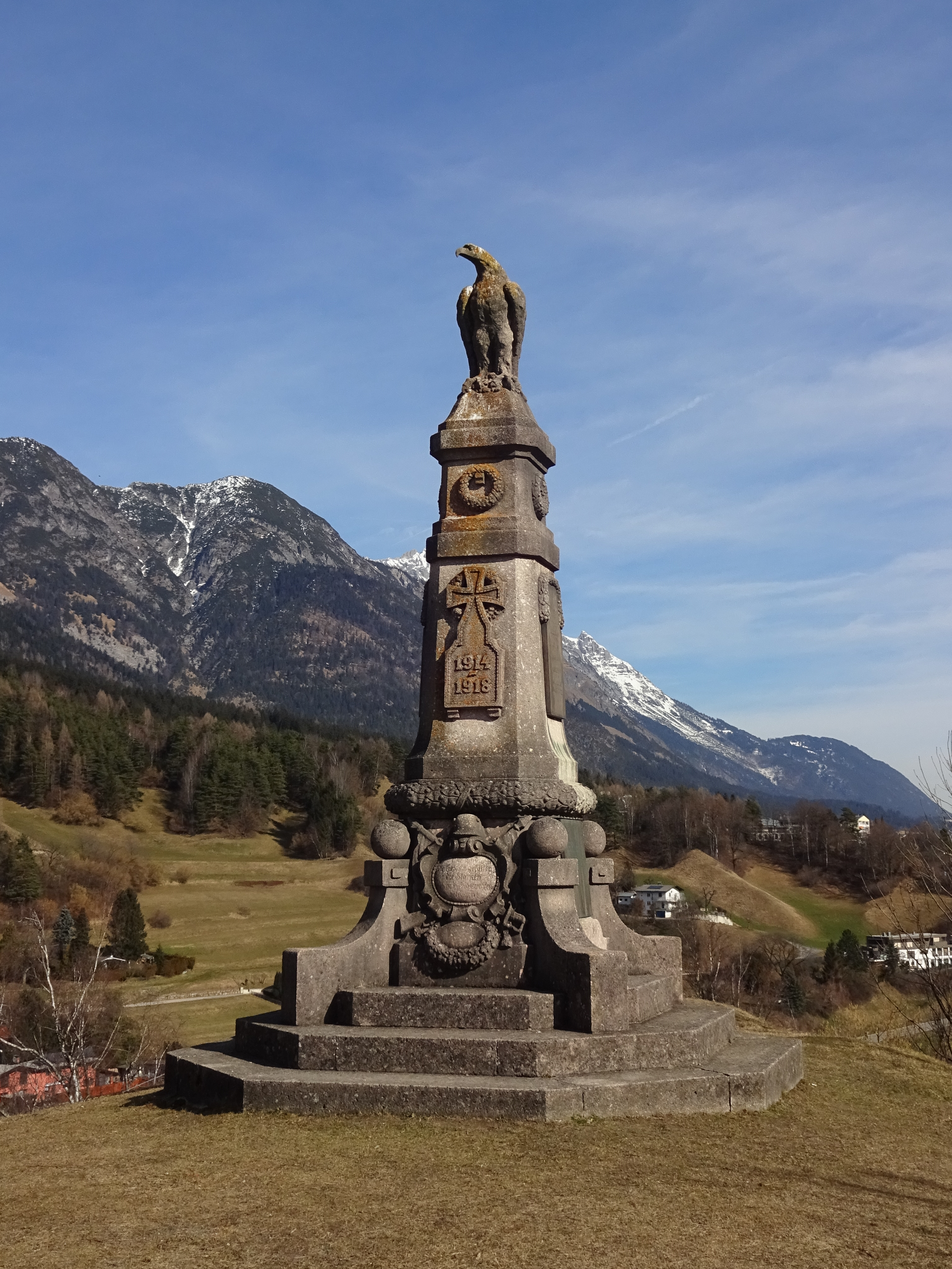
Kriegerdenkmal

Das Kriegerdenkmal am Hügelplateau nordöstlich der Kirche wurde 1921 errichtet. Es besteht aus einem hohen und mehrfach gegliederten Aufbau über einem dreistufigen, runden Podest. Es wird bekrönt von einem Adler, der eine Schlange in den Fängen hält. Der Aufbau ist mit einem umlaufenden Lorbeerkranz, Kanonenkugeln und einer Kartusche mit Stahlhelm und Gewehren an der westlichen Sockelzone gestaltet. Schrifttafeln tragen die Namen der Gefallenen des Ersten und Zweiten Weltkriegs.

## Archäologie
Wegen seiner herausragenden, talüberblickenden Lage wurde immer wieder vermutet, dass der Kalvarienberg schon früher, beispielsweise mit einer Burg, bebaut war oder als Kultstätte genutzt wurde. Im Jahr 2004 durchgeführte Ausgrabungen durch die Universität Innsbruck erbrachten Hinweise für eine Bebauung von der Bronzezeit bis in die spätrömische bzw. frühmittelalterliche Zeit. Es wurden zahlreiche prähistorische, zum Teil dekorierte Keramikteile, römische Münzen, römische Fibeln, verschiedene Gegenstände aus Eisen wie Schlüssel, Messer oder Pfeilspitzen, Fragmente von Terra Sigillata, Fragmente spätantiker Specksteingefäße und frühmittelalterliche Reitersporne gefunden. Die ältesten Funde stammen aus der Mitte des 2. Jahrtausends vor Christus, der bedeutendste Einzelfund ist eine nahezu intakte Bronzefibel aus dem 2. bis 3. Jahrhundert nach Christus. Der Kalvarienberg zählt damit zu den wichtigsten frühgeschichtlichen Plätzen im Raum Innsbruck. Aus dem Hochmittelalter und der frühen Neuzeit gibt es keine Funde.

## Geschützter Landschaftsteil

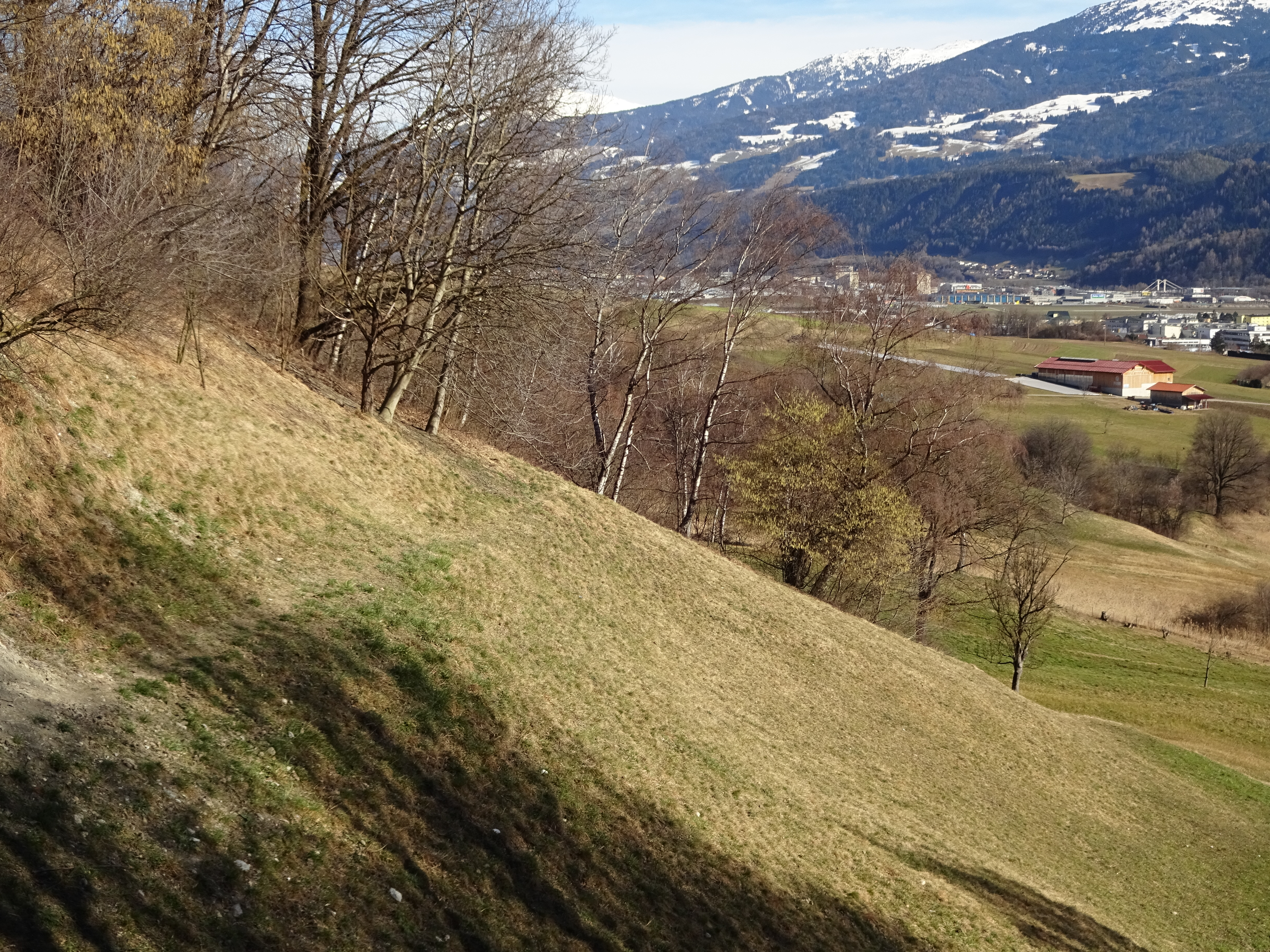
Geschützter Landschaftsteil Arzler Kalvarienberg

Eine 13,5 ha große Fläche am Südhang des Kalvarienbergs wurde 1981 aufgrund „seiner spezifischen Tier- und Pflanzenwelt“ und seiner „Ursprünglichkeit“ zum geschützten Landschaftsteil Arzler Kalvarienberg erklärt. Das Gebiet weist eine Schilffläche, Nasswiesen, Trockenraine, Waldteile, Gebüschinseln und Hecken sowie eine für Pflanzen und Tiere kleinklimatisch günstige Lage auf. Das Gebiet beherbergt Vogelarten wie den Sumpfrohrsänger, das Schwarzkehlchen, die Nachtigall und die Grauammer sowie eine besonders ausgeprägte Ameisen- und Schmetterlingsfauna.